# Partizanski spomenik
Partizanski spomenik ali partizansko obeležje je zbirni izraz za spominske plošče, obeliske, znamenja, spomenike, kipe in podobne objekte, ki so bili po drugi svetovni vojni postavljeni v spomin na padle partizane, ustreljene talce, internirance na raznih mestih: na mestu bitk, partizanskih taborov, okupatorjevih zaporov in taborišč, na krajih okupatorjevega terorja, ilegalnih bolnišnic, kurirskih javk in prehodov, zborovanj in drugih zgodovinskih dogodkov v času druge svetovne vojne. 
Partizanska obeležja spadajo med spominska obeležja druge svetovne vojne. Nahajajo se na področjih partizanskega bojevanja v Evropi, najpogostejša so na Balkanu (v državah nekdanje Jugoslavije in v Albaniji), na Poljskem, v Ukrajini in v Sovjetski zvezi in so zgodovinska kulturna specifika teh prostorov. 
V Sloveniji je več kot 6000 partizanskih obeležij (prevladujejo plošče), izbor več kot 2900 jih upošteva Register nepremične kulturne dediščine, zbrani so v sloju Partizanski spomeniki na Geopediji. Najgosteje so posejani po Gorenjskem, v Ljubljani in širši okolici, na Primorskem in Koroškem (tudi na slovenskem etničnem ozemlju zunaj državnih meja). Odkrivali so jih ob obletnicah večinoma področne Zveze borcev v sodelovanju z drugimi lokalnimi organizacijami (občino, krajevno skupnostjo, planinskim društvom ipd.)  Zveza borcev z državno podporo vzdržuje okrog 1700 spomenikov, sicer pa posamezniki, nekatere občine in tiste, ki so vpisani v RKD, področni Zavodi za varstvo kulturne dediščine.  
Med partizanske spomenike štejemo tudi nagrobnike na pokopališču, kamor so po vojni pogosto prekopali padle partizane, kjer je ob imenu zapisano, kdaj je padel oz. kdaj so ga ustrelili kot talca. Imena civilnih žrtev druge svetovne vojne, zlasti tistih, ki so jih partizani pobili zaradi obtožbe kolaboracije z okupatorjem, in mobiliziranih v nemško vojsko, se nahajajo tudi na farnih spominskih ploščah, ki so jih ob cerkvah začeli postavljati po letu 1990. Partizanske plošče, spomeniki in nagrobniki so prepoznavni po peterokrakih zvezdah, na nekaterih je zraven zvezde še križ, redkeje zgolj križ. Spominske plošče se nahajajo na rojstnih hišah prvoborcev, na domovih, od koder so odhajali v partizane, na mestih smrti, na pokopališčih ob cerkvah in na trgih oz. spominskih parkih sredi krajev. Najti jih je tudi na pročeljih gasilskih domov, tovarn in upravnih stavb. 
Ob ruševinah med vojno požganih domačij, ob obnovljenih ilegalnih partizanskih tiskarnah in bolnišnicah so včasih namesto plošč informacijske table z zgodovinskimi podatki. Okrog 4 % partizanskih obeležij je po drugi svetovni vojni propadlo zaradi politično motiviranega vandalizma, zaradi kraje barvnih kovin ali zaradi obnove ali rušenja objektov, na katerih so bila pričvrščena. Del odstranjenih obeležij so obnovili (Kovor, Draga, Gramozna jama v Ljubljani, Spominski vodnjak na Žalah v Ljubljani), preselili na druge lokacije (npr. v Litiji, Kidričevem, na Ptuju) ali deponirali v lokalnih muzejih (npr. v Tržiču, v Ljubljani). 

### Wikiverza
- Partizanski spomeniki na Geopediji
- Miran Hladnik: Triglavske partizanske plošče. Predobjava članka za zbornik ob 240-letnici prvega pristopa na Triglav, 2018.
- Miran Hladnik:  Lov za partizanskimi spomeniki. Predobjava članka za Planinski vestnik, 2018.

### Angleška Wikipedija
- Seznam spomenikov narodnim herojem v Sloveniji
- Seznam spomenikov in obeležij druge svetovne vojne v Sloveniji